# Puig de l'Escatiró
El Puig de l'Escatiró és una muntanya de la comuna de Montferrer, a la comarca nord-catalana del Vallespir. És en el sector nord-est del terme de Montferrer, al nord del Roc del Corb, al nord-oest de Can Pei i al nord del Veïnat d'en Galangau. És la muntanya el vessant oriental de la qual forma el costat occidental de les Gorges de la Fou.